# Конконе, Джузеппе
Па́оло Джузе́ппе Джоакки́но Конко́не (итал. Paolo Giuseppe Gioacchino Concone; 12 сентября 1801, Турин, — 6 июня 1861, там же) — итальянский музыкальный педагог, композитор и органист.
В 1836 году дебютировал на оперной сцене мелодрамой «История на Сан-Микеле» (итал. Un episodio del San Michele, либретто Феличе Романи для написанной двумя годами ранее опере Чезаре Пуни), которая была отрицательно встречена критикой. После этого в 1837 году уехал в Париж, где преподавал фортепиано и вокал, обеспечив себе солидную репутацию. Выпустил несколько сборников вокализов и других упражнений для голоса, а также романсов и дуэтов.
После Революции 1848 года вернулся в Турин, где написал вторую оперу, «Грациэлла», по одноимённому роману Ламартина, но она так и не была поставлена. До конца жизни работал органистом придворной капеллы.